# Симидзу, Кадзунэ
Кадзунэ Симидзу (яп. 清水和音; род. 1960) — японский пианист.
В 1980 году окончил консерваторию Тохо Гакуэн в Токио, затем учился в Женевской консерватории. В 1981 году завоевал первую премию Международного конкурса пианистов имени Маргерит Лонг. С 1983 г. регулярно выступает в Европе.
Записал с Лондонским симфоническим оркестром под управлением Майкла Тилсона Томаса фортепианные концерты Листа, Чайковского и Рахманинова, с 2004 года работает над записью полного собрания сочинений Фридерика Шопена. Выступал вместе с такими дирижёрами, как Геннадий Рождественский, Валерий Гергиев, Владимир Ашкенази, Джанандреа Нозеда и др.